# 勝智久
勝 智久（かつ ともひさ、1965年6月29日 - ）は、名古屋テレビ放送の社員で、元アナウンサー。愛知県豊田市出身。血液型O型。豊田市立逢妻中学校、愛知県立岡崎高等学校、名古屋大学法学部卒業。

## 来歴
大学卒業後、1988年に名古屋テレビに入社。アナウンサー時代はスポーツ中継を主に担当。また、同局アナウンサーの浅沼道郎（現・フリーアナウンサー）から『大相撲ダイジェスト』の担当を引き継ぎ、名古屋場所担当として活躍した。
2002年6月の異動でアナウンス部を離れ、以後は名古屋テレビ岐阜支社に勤務していたが、現在は不詳である。

## 人物
趣味は水泳、ドライブ、読書など。

## 過去の担当番組
- スポーツ中継
- コケコッコー
- イブの逆襲
- だっちゅーに! （クイズ企画司会）
- 大相撲ダイジェスト（名古屋場所開催時のみ）
- 名古屋テレビニュース